# サッチャー (DD-514)
サッチャー (USS Thatcher, DD-514) は、アメリカ海軍の駆逐艦。フレッチャー級駆逐艦の一隻。艦名はヘンリー・サッチャー少将に因む。その名を持つ艦としては2隻目。

## 艦歴
「サッチャー」は1942年6月20日にメイン州バス鉄工所にて起工した。1943年2月10日に就役し、リーランド・R・ランプマン少佐が指揮を執った。 

### 1943年
カスコ湾で試運転を行った後、護衛空母「カサブランカ」の護送船団UGF-8に加わり、4月29日にニューヨークを出航、5月31日に帰港した。6月11日、「サッチャー」は太平洋での任務に就くため東海岸を出発し、19日に太平洋艦隊に加わった。メア・アイランド海軍造船所に寄港し兵装の改修を行った後、7月31日に真珠湾に到着した。
8月22日、「サッチャー」はチャールズ・A・パウナル少将の第50任務部隊に加わった。第50任務部隊は31日にマーカス島日本軍基地に対して空襲を行い、9月7日に真珠湾に帰投した。
翌週、ニューヘブリデスに向けて進軍し、エスピリトゥサントとガダルカナルの間で護衛任務を遂行し、10月中旬にベララベラ島への補給船団を護衛した。10月下旬、ブーゲンビルへの着陸を支援するため、第12巡洋艦群と第45駆逐群及び第46駆逐群で構成される第39任務部隊がパービス湾に集結した。「サッチャー」が所属する第46駆逐群は10月30日に編成された。
第39任務部隊は10月31日と11月1日の夜にブカを爆撃し、その後ショートランド諸島の飛行場を砲撃するため島の南端まで航行した。トロキナ岬にて上陸部隊を援護した後、ラバウルを出航した日本軍の巡洋艦及び駆逐艦隊迎撃の任を受ける。
11月2日の02:27、第39任務部隊のレーダーは35,000ヤード (32 km) を僅かに超える範囲で日本軍の艦隊を捕捉した。第45駆逐群は日本艦隊へ25発の魚雷一斉射撃を行いブーゲンビル島沖海戦が開始されたが、日本艦隊は右旋回で戦闘陣形を編成し、すべての魚雷を回避した。
「サッチャー」「スペンス」「コンヴァース」「フート」で構成される第46駆逐群はアメリカ軍の後方を護衛していた。これらの駆逐艦は3時52分まで攻撃を行い、2隻の駆逐艦に対して19隻の魚雷を発射したが命中はしなかった。一方、米巡洋艦は日本軽巡「川内」の被弾・大破を確認していた。その後の近接攻撃中に、「フート」は船尾に雷撃を受け航行不能となり、「サッチャー」も「スペンス」と衝突し2隻共に損傷を負った。更に「スペンス」は水線下に被弾し、燃料タンクへの浸水が発生した。翌日、日本軍は100機以上の航空機で第39任務部隊を攻撃し、軽巡「モントピリア」へ2発命中させたが致命弾とはならず、20機以上が撃墜された。日本軍は「川内」と駆逐艦「初風」を失ったが、米軍は「フート」が港に曳航されて修理された他は、沈没した艦はなかった。
戦闘後「サッチャー」を詳しく調べたところ、「スペンス」との衝突により右舷のシャフトが跳ね上がり、船体中央右舷側に広範囲の損傷が見られた。「サッチャー」はパービス湾に向かい、ヌメアにて補修を行った後、エスピリトゥサントにてさらに修理を行うため米国本土へ帰還し、1943年12月14日にサンフランシスコに到着した。

### 1944年
メア・アイランド海軍造船所で船体の修理を行い、1944年2月11日にサンフランシスコを出港、3月14日に第39任務部隊に再び参加する前に再訓練のために真珠湾に向かった。
機動部隊は20日、エミラウ島への上陸を支援し、3月26日に第58.3任務群に配属された。「サッチャー」は3月30日から4月1日まで、カロリン諸島のパラオ、ヤップ、ウルシー環礁、ウォレアイ環礁に対して航空攻撃を行った際、空母を護衛した。その後、第58.3任務群はマーシャル諸島を離れ、日本軍基地に対する次の攻撃準備を行った。
4月13日、「サッチャー」はホーランジア、ワクデ島に対して爆撃を行う空母をニューギニアまで護衛した。更に5月1日にはポナペを砲撃する部隊を護衛した。
「サッチャー」は5月4日にマジュロに戻り、修理のために乾ドックに入った。5月末に海に戻り、再訓練と砲撃演習を行った。5月26日、5インチ砲の第3砲塔から船体中央右舷側への誤砲が発生し、5人が死亡、船体も損傷した。「サッチャー」は第58.4任務群がマリアナ諸島へ向かうのに間に合うように修理された。
第58任務部隊は6月15日と16日に小笠原諸島に対して空爆を行い、サイパン海域に戻った。6月19日、第58.4任務群は、燃料補給及びロタとグアムに対する攻撃を継続するため、西に移動する任務部隊から離れた。20日の早朝、艦載機が18機の敵機を撃墜し、さらに52機を地上で破壊した。6月27日、「サッチャー」他の2隻の駆逐艦はロタを砲撃し、飛行場や、貯蔵タンク、その他の価値のある施設を攻撃した。「サッチャー」は3日後に再び同じロタ島を砲撃し、7月1日まで作戦を続けた。
7月6日に任務部隊と共にエニウェトクに戻り、マリアナ諸島に戻る前に1週間留まった。8月2日、「サッチャー」は補給及び輸送の護衛を主な目的として編成された第30.8任務群に配属された。8月26日に複数の補給艦と共にエニウェトクを出航し、31日にゼーアドラー湾に到着した。3か月間補給及び輸送艦隊の護衛に従事し、その後ウルシー環礁に移動した。
その後、「サッチャー」はフィリピン諸島での作戦のために第38.3任務群に加わわった。部隊は12月14日から16日、空母はミンドロ島への上陸を支援するためにルソン島を攻撃し、補給のために後退した。しかし、急激に低下した気圧計は台風の接近を示しており、「サッチャー」は容量の半分までしか燃料を補給出来なかった。部隊は台風の危険海域から脱出を試みるが、17日から18日にかけて台風の中心近くにおり、駆逐艦3隻が失われた。天候が回復し艦隊が再編成された際、供給部隊である第30.8任務群に加わり、1945年1月7日まで従事した。

### 1945年
1月8日、「サッチャー」は6隻の給油艦、2隻の護衛空母、8隻の駆逐艦で構成される特別な給油部隊に加わり、南シナ海で空母の給油作戦を実施した。2月10日にレイテ島の第7艦隊に加わり、3日後、護送船団をスービック湾まで護衛した。2週間の護衛任務の後、第78.3任務群に加わった。艦隊は3月15日に出航し、パナイ島の上陸部隊が展開する南海岸に向かった。その後、沖縄戦に備えるためにサンペドロに戻った。
5月13日、「サッチャー」は沖縄近郊の慶良間諸島に向かい出航した。駆逐艦は輸送艦が停泊する際、日本軍の航空機を索敵及び迎撃する任務に割り当てられた。5月20日、多数の日本軍の航空機が停泊地に接近しているのを発見し、対空砲火を行った。低空飛行の一式戦闘機が左舷を通過したとき、速度を25ノット (46 km/h) に上げ、20ミリおよび40ミリ砲で迎撃した。しかし、神風特攻隊の機体は急上昇した後に船体に突進し、船体後部に激突した。「サッチャー」は航行不能となり、外部との通信も絶たれた。14人が死亡または行方不明となり、53人が負傷したため、慶良間港に入港した。

### 退役
「サッチャー」は終戦に伴い11月23日に退役、12月5日に軍艦籍から除外され、1948年1月23日にカリフォルニア州オークランドのラーナー社にスクラップとして売却された。

## 従軍星章
サッチャーは第二次世界大戦中の功績により12個の従軍星章を受章した。